# Wirtschaftsgymnasium und Wirtschaftsmittelschule Basel
Die Schule Wirtschaftsgymnasium und Wirtschaftsmittelschule (WW) beherbergt ein Wirtschaftsgymnasium, Wirtschaftsmittelschule  und Informatikmittelschule und in einem  Gebäude im Gellertquartier neben der Fachmaturitätsschule Basel in Basel.

## Wirtschaftsgymnasium
Das Wirtschaftsgymnasium Basel ist eines von fünf staatlichen Gymnasien im Kanton Basel-Stadt. Als einziges Gymnasium bietet es das Schwerpunktfach Wirtschaft und Recht .
Daneben wird noch das Schwerpunktfach Philosophie, Psychologie und Pädagogik (PPP) angeboten. Das Ziel der vierjährigen Ausbildung ist die schweizerische Maturität.

## Wirtschaftsmittelschule
Die Wirtschaftsmittelschule (ehemals Handelsmittelschule) ist eine Berufsmaturitätsschule und schliesst an die obligatorische Schulzeit an. Sie führt die Lernenden nach drei Jahren Unterricht und einem Praxisjahr zum Eidgenössischen Fähigkeitszeugnis (EFZ) als Kauffrau oder Kaufmann und zur kaufmännischen Berufsmaturität.

## Handelsmittelschule
Mit Ablauf des Schuljahres 2012/13 beendeten die verbliebenen Abschlussklassen ihre Ausbildung. Die Handelsmittelschule wurde umstrukturiert und das Schulangebot wird im Gebäude des Wirtschaftsgymnasiums und Wirtschaftsmittelschule Basel von der neuen Wirtschaftsmittelschule angeboten.

## Informatikmittelschule
Die vierjährige Ausbildung der Informatikmittelschule ist in drei Jahre Vollzeitschule und in ein abschliessendes Praktikumsjahr gegliedert. Die Abschlussprüfung ist eidgenössisch anerkannt. Absolventen erhalten ein Fähigkeitszeugnis (EFZ) für Informatik, Fachrichtung Applikationsentwicklung sowie die kaufmännische Berufsmatur. Die Berufsmatur ermöglicht die Fortsetzung der Ausbildung an einer Fachhochschule.